# Luis Barbosa
Luis René Barboza Quiróz (Santa Cruz de la Sierra, 2 de abril de 1993) es un futbolista boliviano. Juega como defensa. Actualmente milita en San Antonio de la Primera División de Bolivia.

## Trayectoria
Barboza comenzó su carrera en las categorías inferiores de Blooming, fue promovido al primer plantel en 2012.

## Selección nacional

### Selección absoluta
El jugador fue convocado por primera vez en 2021 por César Farias para jugar las eliminatorias de clasificación para el Mundial de Catar 2022.

## Clubes
| Club         | País    | Año               |
| ------------ | ------- | ----------------- |
| Blooming     | Bolivia | 2012 - 2013       |
| Guabirá      | Bolivia | 2014 - 2016       |
| Aurora       | Bolivia | 2017              |
| Always Ready | Bolivia | 2017              |
| Aurora       | Bolivia | 2018 - 2024       |
| San Antonio  | Bolivia | 2025 - Actualidad |

## Palmarés

### Títulos nacionales
| Título             | Club   | País    | Año     |
| ------------------ | ------ | ------- | ------- |
| Copa Simón Bolívar | Aurora | Bolivia | 2016/17 |